# BBC 웨스트미들랜즈
BBC 미들랜즈 (BBC Midlands)는 헤리퍼드셔, 슈롭셔, 스태퍼드셔, 워릭셔, 웨스트미들랜즈, 우스터셔 일대의 지역 라디오 방송과 홈페이지를 운영하는 BBC 잉글랜드 지역방송이다. 텔레비전 지역방송 역시 제작하고 있으며 이쪽은 글로스터셔 북부와 옥스퍼드셔 북부의 일부 지역까지 시청권역에 포함하고 있다.
1927년 개국 당시 BBC 미들랜드 리전 (BBC Midland Region)이란 이름이었다가 1970년대 들어서 '미들랜즈'로 바뀌었다. 이후 1991년 BBC 이스트미들랜즈가 분리 개국하여 'BBC 웨스트미들랜즈'란 이름으로 불리나, 공식적으로는 'BBC 미들랜즈'라는 명칭을 고수하고 있다.

## 방송

### 텔레비전
BBC 미들랜즈는 현재 여러 가지 지역 프로그램을 편성하고 있다. 간판 뉴스프로그램인 <미들랜즈 투데이>를 비롯해 지역뉴스 단신, 주간 지역 매거진 프로그램 <인사이드 아웃>, 그리고 <선데이 폴리틱스> 방송 도중에 삽입 편성되는 20분 분량의 자체제작방송 등이 있다. 주간 축구소식 프로그램인 <레이트 킥 오프>는 BBC 미들랜즈와 BBC 이스트미들랜즈가 공동 제작한다.

### 라디오
BBC 미들랜즈는 BBC WM, BBC 코번트리 워윅셔, BBC 헤리퍼드 우스터, BBC 라디오 스토크, BBC 라디오 슈롭셔 등의 지방 라디오방송을 총괄한다.
BBC 미들랜즈 산하 방송국의 프로그램 중에는 미들랜즈 지역 내 다른 라디오 방송국과의 동시방송으로 진행되는 것도 있으며, 야간에 편성되는 BBC 라디오 5 라이브 역시 동시방송이다.

### 온라인과 상호 방송
BBC 웨스트미들랜즈는 BBC 레드 버튼과 BBC 로컬 홈페이지에 지역별 뉴스와 로컬 라디오 페이지를 각각 제공하고 있다.

## 역사

### 초창기
BBC 미들랜즈는 BBC 잉글랜드 지역방송 중에서도 가장 오래된 지역국으로, 1927년 BBC 미들랜드 리전이라는 이름으로 개국하였다. 당시 대번트리의 보로힐에 고성능 라디오 송신소가 건설되어, 기존에 있던 버밍엄 5IT 송신소 같은 도시 내 위치한 저성능 라디오 방송국을 처음으로 대체하게 되었고 지역방송과 전국방송을 기술적으로 구축하는 데 한몫하게 되었다.
대번트리 송신소는 두 개의 채널을 내보냈다. 이후 1929년 런던의 브루크맨스파크 송신소 개소를 시작으로 들어선 각 지방 송신소 역시 똑같이 두 개 채널을 내보내기 시작했고, 이 같은 과정이 전쟁 전까지 계속 반복되었다. 채널로는 5XX와 5GB가 있었는데 5XX는 런던에서 송출되는 전국방송인 BBC 내셔널 프로그램을 재송출하였다. 반면 5GB는 BBC 리저널 프로그램을 송출하였는데 이쪽은 런던의 네트워크 프로그램과 버밍엄 기지국에서 제작한 지역 프로그램, 다른 지역에서 내보낸 프로그램을 알맞게 섞어 자유롭게 편성할 수 있는 지역방송 관제를 진행하였다.
이렇게 설립된 미들랜드 지역방송의 첫 지역국장은 퍼시 에드거 (Percy Edgar)란 인물로, 1922년 5IT 송신소 첫 송출 당시 아나운서이자 프로그램 책임자를 맡았으며 1945년까지 미들랜즈 지역 방송에 있어 독보적인 방송인이었다. 에드거는 지역제작의 가치를 믿어 의심치 않는 사람으로, 미들랜드 리전 방송국이 지역사회에 초점을 맞춘 선도적 프로그램을 개척해나가는 독자적 보급원으로 자리매김하고자 노력하였다. 그 예로 <미들랜드 팔리아먼트> (Midland Parliament)란 프로그램을 들 수 있는데 시민 구성원들이 주요 대중인사들과 함께 논쟁적 사안에 대해 토론하는 방송이었다.
1935년 BBC 미들랜드 리전은 더포터리스에서 노퍽에 이르는 지역까지 방송 권역을 확대하였고 전체 방송 중 40%를 자체제작 방송으로 편성하게 되었는데 이는 당시 BBC 스코틀랜드보다 높은 수치였다. 뿐만 아니라 방송국 내 프로듀서만 14명을 두어 런던 외 라디오 지역국으로는 가장 큰 규모가 되었다.

### 텔레비전 시대
제2차 세계 대전이 터지면서 지역 라디오 방송은 전면 중단되었으나, 유럽 내 종전 후인 1945년 7월 기존의 지역별 프로그램과 유사한 지역 기반 방송인 BBC 홈 서비스가 출범하게 되었다. 미들랜즈 지역 방송은 새 디렉터로 데니스 모리스가 맡게 되었으나 에드가가 구축한 독자적, 혁신적 운영노선은 고스란히 유지하였다. 그런 덕에 1946년 방송 청취자의 의견을 듣는 프로그램인 <리스너스 앤서 백> (Listeners Answer Back)과 1951년 라디오 역사상 가장 오랫동안 장수한 프로그램이자 가장 인기 있는 라디오극인 <디 아처스> (The Archers)가 제작 방송될 수 있었다.
이 같은 성공에도 불구하고 두가지 기술적인 발전으로 인해 기존의 낡은 지역 방송망이 조금씩 한계에 부딫히기 시작했다. 우선 FM 라디오의 개발은 훨씬 많은 수의 라디오 채널을 충돌이나 혼선 없이 전파망에 수용할 수 있게 하였으며, 더 많은 마을과 도시에서 자체 라디오 기지국을 마련할 수 있는 시대가 열렸다. 1967년 미들랜즈 지역국은 BBC 최초의 로컬 라디오 기지국인 BBC 라디오 레스터를 개국하였고 그 이후로도 소규모 지역 기지국의 개국 계획이 잇따르면서, 지금의 미들랜즈 지역국이 웨일스 인근에서 북해에 이르는 넓은 지역을 포괄할 당위성이 있는지 의구심을 갖게 했다.
텔레비전 방송 역시 기회보다는 위기에 가까웠다. 미들랜즈 지역국은 1949년 서튼 콜드필드 송신소를 완공하면서 런던 이외 지역에서의 첫 텔레비전 방송을 개시하게 되었지만, 반대로 텔레비전 방송의 제작비가 라디오 방송보다 컸기에 언제나 BBC 본부에서 제작되는 중앙방송 위주로 돌아갈 수 밖에 없다는 것을 의미하기도 했다.
1950년에는 버밍엄에 텔레비전 스튜디오가 문을 열었다. 초창기 인기를 끌은 프로그램으로는, 지역국 제작 텔레비전 프로그램으로는 사상 최초로 전국 방송망 정규 편성이 이뤄진 <컴 댄싱> (Come Dancing, 1949)와 영국 최초의 일일 지역뉴스 프로그램인 <미들랜즈 투데이> (1964)가 있었다. 지역 자체방송은 1957년 저녁시간대 단신 지역뉴스를 내보냄에 따라 확립됐다. 이 같은 행보의 BBC 미들랜즈는 고전하고 있던 BBC 노스나 BBC 웨스트 (한때 미들랜즈 지역국에 병합될 처지이기도 했다)에 비하면 더 나은 성과를 보이긴 했다. 그러나 라디오 시장 내에서 진정한 지역방송을 하기에는 너무 덩치가 커서 문제였던 동시에, 텔레비전 방송 편성을 하는 데 있어서 전 시간대 프로그램을 자급자족하기에는 너무 덩치가 작아 문제였다.

### 지역국 분리
이런 고민들은 1969년 <70년대의 방송> (Broadcasting in the Seventies)라는 사내 보고서가 발행되면서 근본적 대개편에 나서는 것으로 결과가 났다. 당시 BBC 미들랜즈의 동부 방송 권역을 노리치에 본부를 둔 BBC 이스트로 분리시키고, BBC 이스트와 BBC 미들랜즈 모두 지역 텔레비전 방송 (특히 지역뉴스)와 로컬 라디오 방송에 집중하도록 하였다. 또 라디오 4 채널의 지역방송 (1980년 중단)을 제외한 대부분의 지역별 라디오 방송을 중단시켰고, 전국 방송망을 위한 모든 텔레비전 라디오 프로그램 제작은 별도의 기관인 BBC 버밍엄 네트워크 프로덕션 센터에서 맡게 되었다.
1980년대와 90년대를 지나며 텔레비전 방송 제작비가 줄어들면서 BBC의 미들랜즈 지역 방송에도 영향을 끼쳤다. 작게는 지역별 채널을 늘릴 수 잇는 기회가 열렸다. 그렇지 않아도 BBC의 미들랜즈 지역 방송은 지나치게 버밍엄 지역에만 편중되어 있다는 비난에 시달려 왔기에, 1991년 월텀 송신소발 텔레비전 방송과 BBC 라디오 레스터, BBC 라디오 노팅엄, BBC 라디오 더비 산하 라디오 방송은 노팅엄 기반의 BBC 이스트미들랜즈 지역국을 신설해 그곳으로 묶이게 되었다.
이런 방향에서 훨씬 더 앞서나간 움직임이 있었으니, 바로 2006년 웨스트미들랜즈 지역국이 BBC 로컬 TV를 시험 송출한 일이었다. 서비스를 통해 내보내는 텔레비전 뉴스 프로그램의 포괄 지역이 총 여섯 지역이었는데, 하나같이 기존의 TV 방송 권역보다 훨씬 좁았다. 버밍엄과 블랙컨트리 지역의 경우에는 현지 라디오 기지국의 방송권역보다 더 작을 정도였다. 디지털 텔레비전으로 송출되고 인터넷을 통해서만 시청 가능했던 이 서비스는 2006년 9월 종료되었으며 지금까지도 그와 비슷한 시험방송은 재개되지 않고 있다.

## 스튜디오

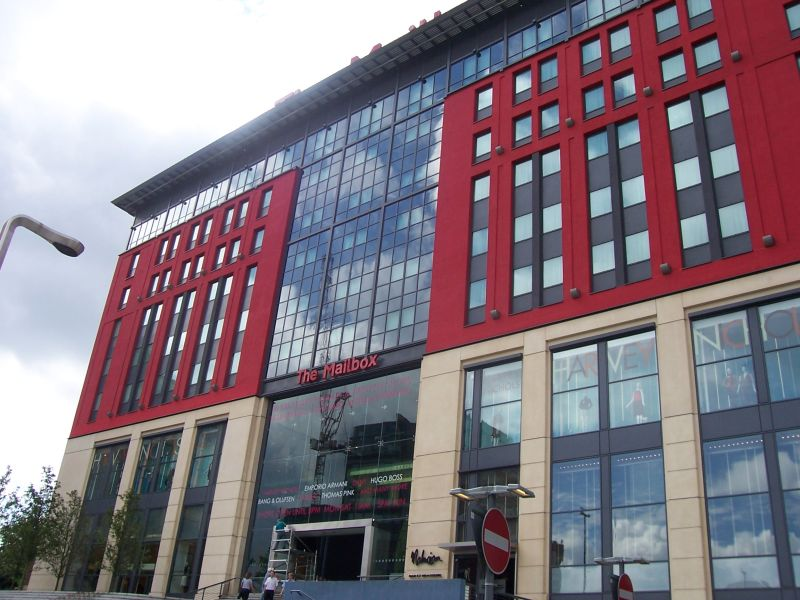
2004년부로 BBC 웨스트미들랜즈 본부가 있는 '더 메일박스' 스튜디오

BBC 미들랜즈가 운영한 최초의 스튜디오는 버밍엄시 브로드 스트리트에 자리한 사무실과 소형 스튜디오였으나, 확대되는 방송 지역에 비해 규모가 너무 작았다. 따라서 이곳의 소형 스튜디오는 단신 보도에 알맞춤인 곳으로 취급되어 1971년까지 지역 뉴스 프로그램이 제작되었고, 나머지 프로그램은 고스타그린의 옛 영화관과 에지바스턴 (Edgbaston)에 있는 섭정시대 지어진 고저택에서 제작하였다.
1971년 분산 운영되던 모든 방송 시설을 새로 지은 통합 스튜디오 단지인 페블 밀 스튜디오 (Pebble Mill Studios)로 이전하였다. 페블 밀 스튜디오는 70년대 유명 프로그램에서 종종 등장하여 일종의 아이콘이 되었다. 페블 밀 스튜디오는 두 개의 스튜디오를 두고 있었는데 주요 프로그램 제작을 위한 스튜디오 A와 <미들랜즈 투데이> 및 여타 지역 프로그램 제작을 위한 스튜디오 B로 나뉘었다. 스튜디오 단지 건설 당시 드라마 제작을 위한 스튜디오 C가 들어갈 공간도 염두에 두었으나 실현되진 않았으며, 그 자리에는 갤러리와 각종 시설이 들어섰고, 빌딩 현관이 부설 스튜디오로 활용됐다. 여기에 온실 스튜디오까지 지어져 아침 프로그램인 <굿모닝 위드 앤 앤드 닉> (Good Morning with Anne and Nick)이 수년간 제작된 바 있었다. 신설 스튜디오는 네트워크 및 지역별 프로그램 제작, 라디오 방송에 BBC 잉글리시 리전스 본부의 기능까지 겸하였다.
90년대로 넘어오면서 생긴 여러 변화로 페블 밀 스튜디오의 미래가 불확실해졌다. 기술의 발달로 야외 방송의 제작비가 절감되면서 제작 횟수도 늘어난 반면, 텔레비전 프로그램의 독자제작과 외주제작 비용은 늘어났다. 이런 환경변화를 종합해 본다면 텔레비전 프로그램 제작에 있어 페블 밀 스튜디오와 같은 대형 통합 스튜디오 단지는 점차 필요하지 않게 된다는 말이었다. 더욱이 스튜디오 건물 자체의 난방비와 유지보수비도 늘어만 갔다. 2000년에는 사측의 예산절감 방침에 따라 스튜디오 A가 폐쇄되었고 페블 밀 스튜디오를 처리할 계획이 세워지게 되었다.
2004년 프로그램 제작 스튜디오가 두 곳으로 갈라졌다. BBC 웨스트미들랜즈, <미들랜즈 투데이>, BBC WM, BBC 잉글리시 리전스, 네트워크 방송 제작 본부인 BBC 버밍엄이 버밍엄 도심에 있는 더 메일박스로 이전하였다. 그리고 나머지 프로그램의 제작 본부는 BBC 드라마 빌리지로 옮겨갔다. 더 메일박스에는 스튜디오와 뉴스룸, 라디오 방송시설을 갖추고 있으며 각 시설마다 낸 투명한 창을 통해 방문객들로 하여금 텔레비전과 라디오 방송 제작과정을 살펴볼 수 있게 의도하였다.

## 같이 보기
- BBC 잉글리시 리전스

## 참고 문헌
- Briggs, Asa (1961–1995). 《The History of Broadcasting in the United Kingdom (Volumes I-V)》. Oxford University Press.